# (473144) 2015 KP6
(473144) 2015 KP6 es un asteroide perteneciente al cinturón de asteroides, descubierto el 4 de diciembre de 2007 por el equipo del Catalina Sky Survey desde el Catalina Sky Survey, Arizona, Estados Unidos.

## Designación y nombre
Designado provisionalmente como 2015 KP6.

## Características orbitales
2015 KP6 está situado a una distancia media del Sol de 3,004 ua, pudiendo alejarse hasta 3,276 ua y acercarse hasta 2,733 ua. Su excentricidad es 0,090 y la inclinación orbital 9,922 grados. Emplea 1902 días en completar una órbita alrededor del Sol.

## Características físicas
La magnitud absoluta de 2015 KP6 es 15,9.